# Mache dich, mein Geist, bereit, BWV 115
Mache dich, mein geist, bereit, BWV 115 (Prepara't, ànima meva), és una cantata religiosa de Johann Sebastian Bach per al vint-i-dosè diumenge després de la Trinitat, estrenada a Leipzig el 5 de novembre de 1724.

## Origen i context
Pertany al primer cicle de cantates corals, iniciat el primer diumenge després de la Trinitat d'aquest any 1724, que comprèn més de quaranta obres. L'autor, sempre anònim en les cantates d'aquest cicle, es basa en l'himne de Johann Burchard Freystein (1697), manté literalment la primera i desena estrofes en els números extrems de la cantata, amb la melodia de Straf mich nicht in deinen Zorn (1681) recollit en el Cançoner de Dresden de l'any 1694; les altres estrofes de l'himne s'aprofiten d'una manera més lliure. L'evangeli del dia Mateu (18, 23-35) narra la paràbola del servent despietat a qui el rei li va perdonar un deute molt gran i en canvi ell no ho va fer amb un company seu, però el llibret no hi té gaire relació i, principalment, s'ocupa de la necessitat de pregar i combatre a Satanàs en previsió del Judici final, tema propi dels últims diumenges de l'any litúrgic. Per a aquest diumenge es conserven dues altres cantates, la BWV 55 i la BWV 89.

## Anàlisi
Obra escrita per a soprano, contralt, tenor, baix i cor; trompa, flauta travessera, oboè d'amor, violoncel piccolo corda i baix continu. Consta de sis números i les àries precedeixen els recitatius que en són corol·laris, des del punt de vista argumental.
1. Cor: Mache dich, mein geist, bereit (Prepara't, ànima meva)
2. Ària (contralt): Ach schläfrige Seele, wie? ruhest du noch? (Ai ànima somnolenta, i doncs?, que encara dorms?)
3. Recitatiu (baix): Gott, so vor deine Seele wacht (Déu, que vetlla per la teva ànima)
4. Ària (soprano): Bete aber auch dabei (Prega, però, també)
5. Recitatiu (tenor): Er sehnet sich nach unserm Schreien, (Ell espera els nostres crits de súplica)
6. Coral: Drum so lasst uns immerdar (Així doncs, tothora)

El cor inicial és una fantasia sobre la melodia indicada, a càrrec de les veus de soprano amb l'acompanyament de la trompa, mentre que els altres instruments, flauta, oboè d'amor, cordes a l'uníson i continu, formen un quartet autònom. El número 2, una ària de contralt amb l'oboè d'amor concertant, es desenvolupa a la manera d'una siciliana melancòlica en un tempo adagio sobre schläfrige Seele (ànima somnolenta). Després del recitatiu secco de baix, sense res a destacar, ve l'ària de soprano, número 4, encara a un tempo més lent, molto adagio, integra de manera quasi cambrística, la veu amb la flauta, el violoncel picolo i el continu. Un recitatiu de tenor condueix al coral final, amb la mateixa melodia de l'inicial, on es destaquen les paraules wachen, flehen, beten (vigilem, implorem, preguem), que condensen el tema principal d'aquesta cantata que té una durada d'uns vint minuts llargs.

## Discografia seleccionada
- J.S. Bach: Das Kantatenwerk. Sacred Cantatas Vol. 6. Nikolaus Harnoncourt, Tölzer Knabenchor (Gerard Schmidt-Gaden, director), Concentus Musicus Wien, Markus Huber (solista del cor), Paul Esswood, Kurt Equiluz, Philippe Huttenlocher. (Teldec), 1994.
- J.S. Bach: The complete live recordings from the Bach Cantata Pilgrimage. CD 50: All Saints, Tooting; 17 de novembre de 2000. John Eliot Gardiner, Monteverdi Choir, English Baroque Soloists, Joanne Lunn, Robin Tyson, James Gilchrist, Peter Harvey. (Soli Deo Gloria), 2013.
- J.S. Bach: Complete Cantatas Vol. 11. Ton Koopman, Amsterdam Baroque Orchestra & Choir, Lisa Larsson, Annette Markert, Christoph Prégardien, Klaus Mertens. (Challenge Classics), 2006.
- J.S. Bach: Cantatas Vol. 27. Masaaki Suzuki, Bach Collegium Japan, Susanne Rydén, Pascal Bertin, Gerd Türk, Peter Kooij. (BIS), 2005.
- J.S. Bach: Church Cantatas Vol. 37. Helmuth Rilling, Gächinger Kantorei, Bach-Collegium Stuttgart, Arleen Augér, elen Watts, Lutz-Michael Harder, Wolfgang Schöne. (Hänssler), 1999.
- J.S. Bach: Cantatas BWV 49, 115 & 180. Christoph Coin, Ensemble Baroque de Limoges & Concerto Vocale de Leipzig, Barbara Schlick, Andreas Scholl, Christoph Prégardien, Gotthold Schwarz. (Naive), 2013.